# Германия на летних Олимпийских играх 1908
Германия на Летних Олимпийских играх 1908 года была представлена 81 спортсменом (79 мужчины, 2 женщины), выступавшими в 12 видах спорта. Они завоевали 3 золотых, 5 серебряных и 5 бронзовых медали, что вывело команду на 5-е место в неофициальном командном зачёте.

## Медалисты
| Медаль  | Спортсмен                                            | Вид спорта           | Дисциплина                             |
| ------- | ---------------------------------------------------- | -------------------- | -------------------------------------- |
| Золото  | Арно Биберштайн                                      | Плавание             | Мужчины, 100 м на спине                |
| Золото  | Анна Хюблер Генрих Бургер                            | Фигурное катание     | Спортивные пары                        |
| Золото  | Альберт Цюрнер                                       | Прыжки в воду        | Мужчины, трамплин                      |
| Серебро | Курт Беренс                                          | Прыжки в воду        | Мужчины, трамплин                      |
| Серебро | Ганс Айке Ханс Браун Артур Гофман Отто Трилофф       | Лёгкая атлетика      | Смешанная эстафета                     |
| Серебро | Отто Фройцхайм                                       | Теннис               | Мужчины, трамплин                      |
| Серебро | Макс Гётце Рудольф Катцер Герман Мартенс Карл Ноймер | Велоспорт            | Мужчины, командная гонка преследования |
| Серебро | Эльза Рендшмидт                                      | Фигурное катание     | Женщины, одиночное катание             |
| Бронза  | Ханс Браун                                           | Лёгкая атлетика      | Мужчины, 800 м                         |
| Бронза  | Бернард фон Газа                                     | Академическая гребля | Мужчины, одиночки                      |
| Бронза  | Вилли Дюсков Мартин Штанке                           | Академическая гребля | Мужчины, двойки                        |
| Бронза  | Карл Ноймер                                          | Велоспорт            | Мужчины, 660 ярдов                     |
| Бронза  | Готтлоб Вальц                                        | Прыжки в воду        | Мужчины, трамплин                      |

## Результаты соревнований

### Академическая гребля
Олимпийские соревнования по академической гребле проходили с 28 по 31 июля в гребном центре в Хенли-он-Темс, где ежегодно проводятся соревнования Королевской регаты. В каждом заезде стартовали две лодки. Победитель заезда проходил в следующий раунд, а проигравший завершал борьбу за медали. Экипажи, уступавшие в полуфинале, становились обладателями бронзовых наград.
Мужчины
| Соревнование | Спортсмены                 | Первый раунд          | Четвертьфинал         | Полуфинал              | Финал                 | Место |
| Соревнование | Спортсмены                 | Соперник / Результат  | Соперник / Результат  | Соперник / Результат   | Соперник / Результат  | Место |
| ------------ | -------------------------- | --------------------- | --------------------- | ---------------------- | --------------------- | ----- |
| одиночки     | Бернард фон Газа           | HUNЭ. Киллер В 9:35,0 | CANЛ. Скоулз В 9:47,0 | GBRГ. Блэкстафф П DNF  | завершил выступление  | 3     |
| двойки       | Вилли Дюсков Мартин Штанке | не проводится         | не проводится         | Великобритания · П DNF | завершили выступление | 3     |